# Conall Ier de Dalriada
 Conall mac Comgaill roi des Scots de Dál Riata de 560 à 574.

## Biographie
Fils de Comgall mac Domangairt, Conall mac Comgaill succède comme roi des Scots à Gabrán mac Domangairt son oncle défunt. Le Duan Albanach lui accorde un règne de 15 ans « sans interruption » ! Les Annales d'Ulster et les Annales des quatre maîtres indiquent qu’avec son parent, « Colman Becc mac Diarmaid mac Fergus Cerbaill », il organisa en 568 une expédition de pillage qui « rapporta beaucoup de butin » dans les Hébrides du sud afin de consolider son autorité sur les îles de Seil et d’Islay.
Conall est toutefois surtout connu des annalistes irlandais qui notent son décès dans la « 16e année de son règne » en 574, comme le roi qui accorda à Saint Colomba l’île d’Iona pour s’y établir. Cette seconde revendication d’investiture après celle de Brude mac Maelchon le roi des Pictes peut s’expliquer par la situation géographique de l’île à la limite des territoires Scots et Pictes et par une concession de Conall confirmée par Brude mac Maelchon agissant comme une sorte de roi supérieur (i.e Ard ri).
Sa succession comme roi de Dal Riata semble avoir été disputée entre son fils Dunchad mac Conaill et son neveu Aedan mac Gabráin car l'année suivante les annalistes relèvent la bataille de Delogon au Cind Tire (Kintyre) dans laquelle tombèrent Dunchad et de nombreux hommes du fils de Gabran.

## Postérité
Les Annales d'Ulster et les Annales de Tigernach ne mentionnent qu'un fils de Conall :
- Dunchad mac Conaill maic Comgaill tué en 576 dans un combat au Kintyre contre le Cenél Gabrain[4],[5].

Le Senchus Fer n-Alban de son côté accorde sept fils à Conall mais n'en nomme que six :
- Loingsech père d'Eochaid et grand-père de Finnguine Fota (tué en 690) [6], lui-même père de Dargart mac Finguine et grand-père paternel des rois des Pictes : Brude mac Der-Ilei et Nechtan[7] ;
- Nechtan ;
- Artan ;
- Tuatan ;
- Tutio ;
- Corpri ;
- Fils anonyme.

Les historiens contemporains identifient le fils anonyme comme étant :
- Connad Cerr.